# Ryūji Satō
Ryūji Satō (佐藤 隆治 Satō Ryūji?, nacido el 16 de abril de 1977 en Ichinomiya, Aichi) es un árbitro japonés de fútbol. Es miembro desde 2009 tanto de la confederación continental AFC como de la FIFA. También es activo en la J1 League, la liga nacional de su país natal. Satō es actualmente el árbitro internacional más activo en Japón; dicho puesto fue ocupado cinco años por Yūichi Nishimura, pero desocupó ese lugar en octubre de 2014 al dejar de ser árbitro FIFA. En el ámbito de clubes Satō dirige principalmente los partidos de la Liga de Campeones de la AFC, en la que se le asigna algunos partidos de la fase de grupos y un cuarto de final cada año desde 2012.

## Trayectoria
Satō llevó a cabo su primer partido como internacional en marzo de 2009, en un encuentro válido por la clasificación para el Campeonato de Fútbol del Este de Asia 2010 entre Macao y Islas Marianas del Norte, que finalizó 6 a 1 a favor del primer seleccionado. El 4 de junio de 2011 dirigió el partido entre Perú y la República Checa por la Copa Kirin 2011, que terminó 0 a 0. Entre 2009 y 2014, Satō arbitró algunos torneos como la Copa Suzuki AFF 2010 y la Copa Desafío de la AFC 2012, al mismo tiempo que en diciembre de 2014 fue incluido en el equipo de arbitraje de la Copa Asiática 2015 en Australia. Satō dirigió tres partidos en el torneo, entre ellos la semifinal del 26 de enero entre Corea del Sur e Irak (2-0) en el Estadio ANZ de Sídney, mientras que el uzbeko Ravshan Irmatov arbitró la otra semifinal. En partido decisivo del grupo entre Irán y los Emiratos Árabes Unidos convalidó un gol de Reza Ghoochannejhad, a la postre el gol de la victoria iraní, por lo que terminaría como primero del grupo. El entrenador de los Emiratos Árabes se retiró después de poner en duda la imparcialidad de Satō, ya que pensaba que el gol había sido anotado en posición de fuera de juego; sus comentarios hicieron que corra el riesgo de fuertes multas por parte de la Confederación de Fútbol de Asia. Satō fue convocado en diciembre de 2015 para el equipo de arbitraje de la Copa Mundial de Clubes de la FIFA 2015 en Japón.

## Partidos internacionales
| Fecha                   | Partido                             | Resultado | Competición                                          | Amonestado | Otorgado · Expulsado | Expulsado |
| ----------------------- | ----------------------------------- | --------- | ---------------------------------------------------- | ---------- | -------------------- | --------- |
| 11 de marzo de 2009     | Macao – Islas Marianas del Norte    | 6 – 1     | Campeonato de Fútbol del Este de Asia                | 4          | 0                    | 0         |
| 15 de marzo de 2009     | Islas Marianas del Norte – Mongolia | 1 – 4     | Campeonato de Fútbol del Este de Asia                | 3          | 0                    | 0         |
| 7 de febrero de 2010    | Corea del Sur – Hong Kong           | 5 – 0     | Campeonato de Fútbol del Este de Asia                | 3          | 0                    | 0         |
| 1 de diciembre de 2010  | Tailandia – Laos                    | 2 – 2     | Copa Suzuki AFF                                      | 2          | 0                    | 0         |
| 7 de diciembre de 2010  | Indonesia – Tailandia               | 2 – 1     | Copa Suzuki AFF                                      | 6          | 0                    | 1         |
| 25 de marzo de 2011     | Corea del Sur – Honduras            | 4 – 0     | Amistoso                                             | 1          | 0                    | 0         |
| 4 de junio de 2011      | Perú – República Checa              | 0 – 0     | Copa Kirin                                           | 5          | 0                    | 0         |
| 3 de julio de 2011      | Laos – Camboya                      | 6 – 2     | Clasificación para la Copa Mundial de Fútbol de 2014 | 4          | 0                    | 0         |
| 27 de julio de 2011     | Birmania – Omán                     | 0 – 2     | Clasificación para la Copa Mundial de Fútbol de 2014 | 2          | 0                    | 0         |
| 8 de marzo de 2012      | Nepal – Palestina                   | 0 – 2     | Copa Desafío de la AFC                               | 4          | 0                    | 0         |
| 13 de marzo de 2012     | Tayikistán – Filipinas              | 1 – 2     | Copa Desafío de la AFC                               | 6          | 0                    | 0         |
| 19 de marzo de 2012     | Turkmenistán – Corea del Norte      | 1 – 2     | Copa Desafío de la AFC                               | 6          | 0                    | 0         |
| 24 de noviembre de 2012 | Tailandia – Filipinas               | 2 – 1     | Copa Suzuki AFF                                      | 4          | 0                    | 0         |
| 30 de noviembre de 2012 | Tailandia – Vietnam                 | 3 – 1     | Copa Suzuki AFF                                      | 4          | 0                    | 1         |
| 6 de febrero de 2013    | Tailandia – Kuwait                  | 1 – 3     | Clasificación para la Copa Asiática 2015             | 6          | 0                    | 0         |
| 6 de septiembre de 2013 | China – Singapur                    | 6 – 1     | Amistoso                                             | 3          | 0                    | 0         |
| 15 de octubre de 2013   | Malasia – Baréin                    | 1 – 1     | Clasificación para la Copa Asiática 2015             | 2          | 0                    | 0         |
| 19 de noviembre de 2013 | Emiratos Árabes Unidos – Vietnam    | 5 – 0     | Clasificación para la Copa Asiática 2015             | 0          | 0                    | 1         |
| 8 de septiembre de 2014 | Corea del Sur – Uruguay             | 0 – 1     | Amistoso                                             | 1          | 0                    | 0         |
| 13 de enero de 2015     | Omán – Australia                    | 0 – 4     | Copa Asiática                                        | 4          | 0                    | 0         |
| 19 de enero de 2015     | Irán – Emiratos Árabes Unidos       | 1 – 0     | Copa Asiática                                        | 4          | 0                    | 0         |
| 26 de enero de 2015     | Corea del Sur – Irak                | 2 – 0     | Copa Asiática                                        | 3          | 0                    | 0         |
| 27 de marzo de 2015     | Corea del Sur – Uzbekistán          | 1 – 1     | Amistoso                                             | 2          | 0                    | 0         |
| 13 de octubre de 2015   | Corea del Sur – Jamaica             | 3 – 0     | Amistoso                                             | 3          | 0                    | 0         |
| 24 de marzo de 2016     | Uzbekistán – Filipinas              | 1 – 0     | Clasificación para la Copa Mundial de Fútbol de 2018 | 1          | 0                    | 1         |
| 11 de octubre de 2016   | Irán – Corea del Sur                | 1 – 0     | Clasificación para la Copa Mundial de Fútbol de 2018 | 2          | 0                    | 0         |